# 6e cérémonie des North Texas Film Critics Association Awards
La 6e cérémonie des North Texas Film Critics Association Awards (NTFCA Awards), a eu lieu le 10 janvier 2011, et a récompensé les films réalisés l'année précédente.

## Palmarès

### Meilleur film
- 1. Inception
- 2. Le Discours d'un roi (The King's Speech)
- 3. The Fighter

### Meilleur réalisateur
- 1. Christopher Nolan pour Inception
- 2. David O. Russell pour The Fighter
- 3. Joel et Ethan Coen pour True Grit

### Meilleur acteur
- 1. Colin Firth pour le rôle du roi George VI dans Le Discours d'un roi (The King's Speech)
- 2. Jeff Bridges pour le rôle du Marshal Reuben J. Cogburn dans True Grit
- 3. James Franco pour le rôle d'Aron Ralston dans 127 heures (127 Hours)

### Meilleure actrice
- 1. Natalie Portman pour le rôle de Nina dans Black Swan
- 2. Jennifer Lawrence pour le rôle de Ree Dolly dans Winter's Bone
- 3. Annette Bening pour le rôle de Nic dans Tout va bien ! The Kids Are All Right (The Kids are Alright)

### Meilleur acteur dans un second rôle
- 1. Christian Bale pour le rôle de Dickie Eklund dans Fighter (The Fighter)
- 2. Geoffrey Rush pour le rôle de Lionel Logue dans Le Discours d'un roi (The King's Speech)
- 3. Jeremy Renner pour le rôle de James Coughlin dans The Town

### Meilleure actrice dans un second rôle
- 1. Melissa Leo pour le rôle d'Alice dans Fighter (The Fighter)
- 2. Amy Adams pour le rôle de Charlene Fleming dans Fighter (The Fighter)
- 3. Helena Bonham Carter pour le rôle de Elizabeth Bowes-Lyon dans Le Discours d'un roi (The King's Speech)

### Meilleure photographie
- 1. Inception – Wally Pfister
- 2. 127 heures (127 Hours) – Anthony Dod Mantle
- 3. Le Discours d'un roi (The King's Speech) – Danny Cohen

### Meilleur film d'animation
- 1. Toy Story 3
- 2. Dragons (How To Train Your Dragon)
- 3. Moi, moche et méchant (Despicable Me)

### Meilleur film documentaire
- 1. Waiting for Superman
- 2. Joan Rivers: A Piece of Work
- 3. Restrepo
- 3. Inside Job

### Meilleur film en langue étrangère
- 1. Millénium : Les Hommes qui n'aimaient pas les femmes (The Girl with the Dragon Tattoo) •  Suède
- 2. I Am Love •  Italie